# Iltuzar
Iltuzar († 1806) war ein Khan des Khanats Chiwa. Als Sohn des Qungrat-Emirs und praktischen Premierministers („Inak“) Evez Muhammad setzte er sechs Monate nach dem Tod seines Vaters den bisherigen Khan von Chiwa ab und machte sich stattdessen selbst zum Khan. Der bisherige Khan wurde finanziell entschädigt und zu den Kasachen geschickt. Ein Stammesführer namens Bek Pulad widersprach der Thronerhebung, wurde aber überstimmt und später getötet, seine Söhne flohen nach Buchara. Zudem erzwang Iltuzar seine Heirat mit der Tochter eines Sayyids.
Unter seiner Herrschaft 1804 bis 1806 wurde die Zitadelle Konya Ark der als UNESCO-Welterbe ausgewiesenen Altstadt Chiwas Ichan Qalʼа wieder aufgebaut. Die Festung Konya Ark war bereits in der Mitte des 18. Jahrhunderts während einer persischen Invasion zumindest in großen Teilen zerstört beziehungsweise beschädigt worden. Iltuzar ließ den Kurnysh Khane, den Empfangsbereich mit Hof, als Mehrzimmerpalast erneuern.
Iltuzar ertrank bei einer Niederlage seiner Soldaten an den Ufern des Amu-Darja gegen die Truppen Bucharas, als sich zu viele seiner Gefolgsleute auf sein Boot flüchteten. Zwei seiner Brüder kamen ebenfalls ums Leben. Ein weiterer Bruder, Muhammad Rahim wurde daraufhin in Chiwa zum neuen Khan proklamiert.